# جغتاي أولصوي
جغتاي أولصوي (بالتركية: Çağatay Ulusoy)‏‏ (مواليد 23 سبتمبر 1990 في إسطنبول) هو ممثل وعارض أزياء تركي. ولد لأم بوسنية وأب بلغاري من أصل تركي.

## حياته المهنية
بدأ حياته المهنية عارض أزياء حين كان في الثامنة عشرة من عمره. وفي عام 2010 فاز جغتاي بلقب أفضل عارض أزياء في تركيا. كان أول أدواره بطولة في مسلسل اسميتها فريحة حيث تعاقد مع الشركة المنتجة بعد فوزه بلقب أفضل عارض أزياء. وقام بدور أمير والذي حقق شهرة كبيرة جدا في تركيا والوطن العربي، ومثل أفضل ثنائي مع هازل كايا. وبعد النجاح العظيم الذي حققه مسلسل اسميتها فريحة في جزئيه الأول والثاني عرض المنتج على جغتاي القيام بالجزء الثالث من المسلسل الذي يعرف مشوار أمير الذي توقف عن العرض بسبب انخفاض عدد مشاهدته. وتولى بطولة فيلم Anadolu Kartallari في عام 2011 حيث قام بدور أحمد أنور ولقد حطم هذا الفيلم شباك التذاكر في تركيا وكان الأول تلك السنة.
وفي سبتمبر 2013 بدأ جغتاي بالعمل بمسلسله الجديد مد جزر بدور يامان كوبار، وهو مسلسل مقتبس من المسلسل الأمريكي الشهير The OC، بالإضافة إلى أنه يجيد السباحة وكرة السلة والرسم. في ديسمبر 2015، صدر له الفيلم زهرة الغاب(Delibal) مع الممثلة ليلى ليديا توغوتلو .
حصل على جائزة الفراشة الذهبية لأفضل ممثل عن دور يامان في مسلسل مد جزر عام2015 . و من اخر أعماله مسلسل في الداخل (Içerde) الذي بدأ في سبتمبر 2016 مع الممثله بانسو سورالوممثلين اخرين مثل اراس بولوت اينملي.

## أعماله
- اسميتها فريحة (2011 - 2012)
- نسور الأناضول (2011)
- مد جزر (2013 - 2015)
- زهرة الغاب (2015)
- في الداخل (2016 - 2017)
- المحافظ (2018)
- الفزاعة المزخرفة (2023)

## روابط خارجية
- جغتاي أولصوي على موقع IMDb (الإنجليزية)
- جغتاي أولصوي على موقع ألو سيني (الفرنسية)
- جغتاي أولصوي على موقع أول موفي (الإنجليزية)
- جغتاي أولصوي على موقع قاعدة بيانات الفيلم (الإنجليزية)
- جغتاي أولصوي على موقع كينوبويسك (الروسية)